# Heligmonevra genitalis
Heligmonevra genitalis là một loài ruồi trong họ Asilidae. Heligmonevra genitalis được Edwards miêu tả năm 1919.